# Embalse de la Llosa del Cavall
El embalse de la Llosa del Cavall ( se puede encontrar como Losa del Caballo) es un pantano de Cataluña, España, que está en el río Cardener, afluente del río Llobregat, en la denominada Vall de Lord, en Lérida. La presa se encuentra en el municipio de Navés y el embalse se extiende por los municipios de Navés, Guixes y una pequeña porción del de San Lorenzo de Morunys, en la comarca del Solsonés, entre las sierras de Busa, al este, y Capdevila, al oeste. Al oeste del pantano, se encuentra el santuario de Lord y, en su cabecera, la fábrica de yesos Knauf, a pocos kilómetros de San Lorenzo de Morunys.

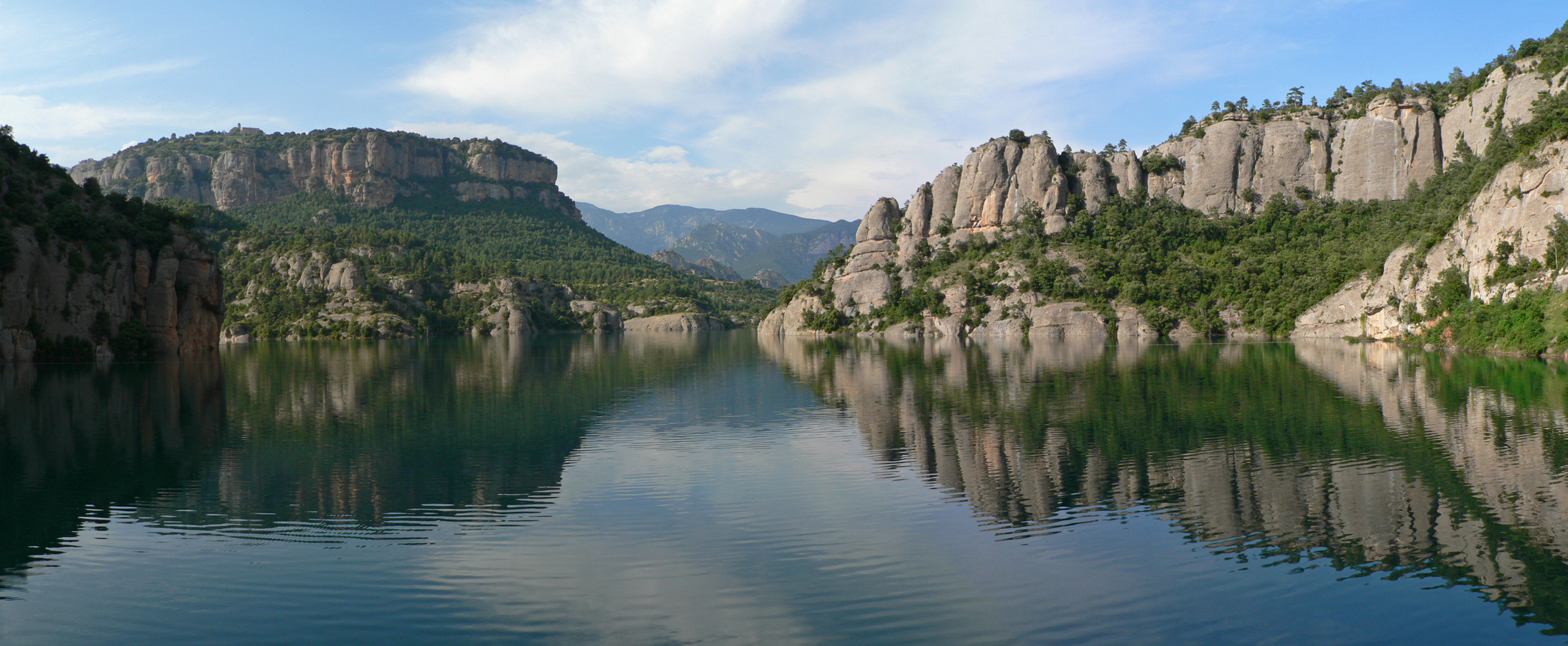
El embalse de la Llosa del Cavall a plena capacidad en 2010.

Recoge las aguas del curso alto del río Cardener y de su afluente Aigua de Valls, con una cuenca de 200 km². La cota máxima del embalse es de 810 m lleno y la mínima de 700 m.
La presa, en arco de doble vuelta, tiene 122 m de altura, se acabó de construir en 1997 y está situada en una zona boscosa y poco poblada que se denomina Llosa del Cavall, de ahí el nombre de la presa. Se ha construido la infraestructura necesaria para su explotación hidroeléctrica, aunque actualmente no se aprovecha.
La mayor parte del embalse se encuentra al sur de la carretera que va de Berga a San Lorenzo de Morunys, de este a oeste. El embalse discurre de norte a sur. Al construirlo, se hizo también la carretera C-462, que lo bordea y enlaza por el sur con la carretera C-26 que va a Solsona. Toda la zona está integrada en el Pla d'Espais d'Interès Natural (PEIN) de la Generalidad de Cataluña y es, por tanto zona protegida por su interés natural.
Su construcción comportó el desalojo de una sola casa habitada la masía de Cal Vall-longa. También significó el anegamiento de los puentes de las Casas de Posada y de Vall-longa. Este último, fue desmontado pieza a pieza y reconstruido en el torrente del Pou, a la salida de San Lorenzo de Morunys en dirección a La Coma.